# ソリストサンダー
ソリストサンダー（欧字名:Soliste Thunder、2015年5月2日 - ）は、日本の競走馬。2021年の武蔵野ステークスの勝ち馬である。
馬名の意味は、独唱者（フランス語）＋雷。

## 戦績

### 2歳 - 3歳（2017年 - 2018年）
8月13日の2歳新馬戦でデビューし、4着。
9月24日の2歳未勝利戦に高倉稜を鞍上に迎え出走。1番人気に推されたレースでは、徐々にポジションを押し上げると、前を行く7番人気のラフィングマッチをとらえ、1.1/2馬身差つけて快勝した。
10月14日に行われたプラタナス賞（500万下）後に右の飛節を骨折した事により、1年以上の休養を余儀なくされた。

### 4歳（2019年）
復帰後初レースとして1月6日の4歳以上500万下に出走し、4着。続く1月19日の4歳以上500万下でも4着に敗退。
3月9日の4歳以上500万下に出走。スタートしてすぐ好位につけると、迫り来る12番人気のリリーメーカーを、クビ差凌いで2勝目を挙げた。しかし、その後は勝ち星を挙げることなく4歳シーズンを終えた。

### 5歳（2020年）
5歳初戦として5月30日の4歳以上2勝クラスに出走し、9着。
6月27日の檜山特別（2勝クラス）で5着ののち、横山武史を鞍上に迎え、7月19日の駒場特別（2勝クラス）に出走。スタートしてすぐ好位につけると、前を行く2番人気のシャルロッテミノルをとらえ3.1/2馬身差つけて快勝した。
7月26日の大雪ハンデキャップ（3勝クラス）3着を挟んで、8月15日のTVh賞（3勝クラス）に出走。徐々にポジションを押し上げると、直線では外から他馬をまとめて交わし切り2馬身差つけて快勝。オープン入りを果たした。秋に入り、11月1日の福島民友カップ（L）では3着、重賞初挑戦となった武蔵野ステークス（GIII）では11番人気ながら2着と好走した。

### 6歳（2021年）
6歳初戦として門司ステークス(OP)に出走。吉田隼人を鞍上に迎えたレースでは、先行策から3コーナーで先頭に立つ強気の競馬。直線は2着クリノフウジンに1度はかわされながら差し返す勝負根性をみせ、OP初勝利を果たした。
GI初挑戦となった2月21日のフェブラリーステークスで8着に敗れたのち、5月5日に行われたかしわ記念（JpnI）に出走。レースでは道中は向こう正面でやや挟まれ加減となる不利もあったが、4コーナーを勢いよく回って追い込みを見せる。1着カジノフォンテンに並びかけるところまで行ったが、僅かハナ差及ばず2着に敗れた。
8月8日のエルムステークス（GIII）では2番人気に推されたが10着と大敗。10月11日のマイルチャンピオンシップ南部杯（JpnI）では好位追走から脚を伸ばして3着と好走すると、11月13日に行われた武蔵野ステークス(GIII)に、戸崎圭太を鞍上に迎え出走。3番人気に推されたレースでは、中団外め追走から直線半ばで先頭へ。内から伸びたエアスピネルの追い上げも退け、最後まで脚色が衰えることなく勝利。重賞レース4度目の挑戦にして、初制覇を果たした。

### 7歳（2022年）
7歳初戦として、1月30日に行われた根岸ステークス(GIII)に出走。1番人気に推されたが、テイエムサウスダンの9着に敗れた。
続いて、2月20日のフェブラリーステークス（GI）に出走。レースでは、勝ち馬カフェファラオを前に見る位置。直線に入って脚を伸ばすも前との差は詰まらず4着に敗れた。鞍上の戸崎圭太は「前めのポジションに行けました。ペースはゆっくりでしたが、追走のリズムは良かったです。外を回る形になりましたが、勝ち馬を見ながら進められて、時計が速いなかで頑張ってくれました」とコメントした。
続いて、初の海外遠征となったゴドルフィンマイル（G2）で4着になったのち、前年2着に敗れたかしわ記念（JpnI）に出走。5番人気で迎えたレースでは、最後の直線で脚を伸ばすも前を走るショウナンナデシコを捉えきれずに2年連続の2着に敗れた。鞍上の戸崎は「状態も良くて覇気もあった。人気馬を見ながら行けたが、最後は脚色が一緒になった。相手も力をつけている」と振り返った。秋に入り、10月10日のマイルチャンピオンシップ南部杯（JpnI）ではカフェファラオの7着に終わり、7歳シーズンを終えた。

### 8歳（2023年）
8歳初戦として、2月19日に行われたフェブラリーステークス（GI）に出走。9番人気に推され、8着に敗れた。続く5月4日のかしわ記念（JpnI）では中団追走も直線で伸びを欠いて5着に終わった。その後、7月22日付でJRAの競走馬登録を抹消され、大井競馬へ移籍することになった。小林分厩舎の福永敏厩舎に入厩した移籍初戦、多摩オープンは3番手を追走から最後は接戦を制して1着。移籍初戦を勝利で飾る。3年連続出走となったマイルチャンピオンシップ南部杯（JpnI）は10着に敗れる。次走、マイルグランプリは4着に敗れた。

### 9歳（2024年）
長期休養明けの初戦、10か月ぶりの実戦となった金沢スプリントカップは1.6倍の断然人気となるも5馬身差の2着に敗れる。次走、姫山菊花賞は7着と惨敗。その後は岩手競馬の飯田弘道厩舎に移籍する。移籍初戦のトウケイニセイ記念は最下位の11着に終わった。

## 競走成績
以下の内容は、JBISサーチ、netkeiba.comおよびRacing Postの情報に基づく。
| 競走日     | 競馬場   | 競走名             | 格      | 距離（馬場）  | 頭 数 | 枠 番 | 馬 番 | オッズ （人気） | 着順 | タイム （上がり3F） | 着差            | 騎手        | 斤量 [kg] | 1着馬（2着馬）         | 馬体重 [kg] |
| ---------- | -------- | ------------------ | ------- | ------------- | ----- | ----- | ----- | --------------- | ---- | ------------------- | --------------- | ----------- | --------- | ---------------------- | ----------- |
| 2017.08.13 | 小倉     | 2歳新馬            |         | 芝1200m（良） | 7     | 5     | 5     | 009.80（5人）   | 04着 | R1:10.7（34.9）     | -0.6            | 0高倉稜     | 54        | スノーサンドン         | 466         |
| 0000.09.02 | 小倉     | 2歳未勝利          |         | ダ1000m（良） | 14    | 4     | 6     | 010.30（6人）   | 02着 | R1:00.7（36.5）     | -0.1            | 0高倉稜     | 54        | ペガッソ               | 466         |
| 0000.09.24 | 阪神     | 2歳未勝利          |         | ダ1200m（良） | 13    | 6     | 8     | 002.20（1人）   | 01着 | R1:12.7（36.5）     | -0.2            | 0高倉稜     | 54        | （ラフィングマッチ）   | 470         |
| 0000.10.14 | 東京     | プラタナス賞       | 500万下 | ダ1600m（不） | 11    | 6     | 7     | 017.90（5人）   | 02着 | R1:36.6（35.8）     | -0.4            | 0戸崎圭太   | 55        | ルヴァンスレーヴ       | 466         |
| 2019.01.06 | 京都     | 4歳上500万下       |         | ダ1200m（良） | 16    | 5     | 10    | 011.10（5人）   | 04着 | R1:11.9（36.3）     | -1.3            | 0西村淳也   | 53        | ヒロシゲゴールド       | 474         |
| 0000.01.19 | 京都     | 4歳上500万下       |         | ダ1400m（良） | 16    | 7     | 13    | 005.00（3人）   | 04着 | R1:25.4（36.7）     | -0.6            | 0高倉稜     | 56        | メイショウギガース     | 478         |
| 0000.03.09 | 阪神     | 4歳上500万下       |         | ダ1200m（稍） | 16    | 2     | 4     | 003.00（2人）   | 01着 | R1:12.1（36.5）     | -0.0            | 0高倉稜     | 57        | （リリーメーカー）     | 478         |
| 0000.03.31 | 阪神     | 4歳上1000万下      |         | ダ1200m（稍） | 16    | 3     | 5     | 011.30（4人）   | 06着 | R1:11.9（36.1）     | -0.7            | 0高倉稜     | 57        | ペルペトゥオ           | 478         |
| 0000.05.11 | 京都     | 4歳上1000万下      |         | ダ1200m（良） | 16    | 1     | 2     | 007.80（4人）   | 09着 | R1:12.2（36.4）     | -0.9            | 0高倉稜     | 57        | ジャスパーウィン       | 474         |
| 0000.07.21 | 中京     | 尾頭橋特別         | 2勝     | ダ1400m（稍） | 16    | 3     | 5     | 010.30（5人）   | 07着 | R1:24.1（36.1）     | -0.5            | 0高倉稜     | 57        | デンバーテソーロ       | 470         |
| 0000.09.08 | 阪神     | 3歳上2勝クラス     |         | ダ1200m（良） | 15    | 3     | 5     | 008.70（5人）   | 03着 | R1:11.7（35.6）     | -1.4            | 0岩田康誠   | 57        | デザートストーム       | 474         |
| 0000.09.22 | 阪神     | 3歳上2勝クラス     |         | ダ1200m（良） | 16    | 1     | 1     | 006.80（4人）   | 05着 | R1:12.0（35.3）     | -0.5            | 0岩田康誠   | 57        | アヴァンティスト       | 474         |
| 0000.10.27 | 東京     | 河口湖特別         | 2勝     | ダ1400m（稍） | 14    | 3     | 4     | 009.20（4人）   | 04着 | R1:24.3（35.7）     | -0.3            | 0岩田康誠   | 57        | セイウンクールガイ     | 480         |
| 0000.11.23 | 京都     | 3歳上2勝クラス     |         | ダ1400m（良） | 15    | 6     | 11    | 004.10（2人）   | 02着 | R1:24.3（36.5）     | -0.5            | 0岩田康誠   | 57        | スマートアルタイル     | 480         |
| 2020.05.30 | 京都     | 4歳上2勝クラス     |         | ダ1400m（良） | 16    | 3     | 6     | 010.40（5人）   | 09着 | R1:25.1（37.6）     | -0.8            | 0岩田望来   | 56        | ヨハン                 | 488         |
| 0000.06.27 | 函館     | 檜山特別           | 2勝     | ダ1700m（不） | 14    | 7     | 11    | 010.70（3人）   | 05着 | R1:44.0（36.2）     | -0.7            | 0大野拓弥   | 57        | ダンツキャッスル       | 486         |
| 0000.07.19 | 函館     | 駒場特別           | 2勝     | ダ1700m（良） | 12    | 6     | 8     | 007.10（4人）   | 01着 | R1:44.3（37.6）     | -0.6            | 0横山武史   | 57        | （シャルロッテミノル） | 482         |
| 0000.07.26 | 札幌     | 報知杯大雪H        | 3勝     | ダ1700m（良） | 13    | 2     | 2     | 005.00（2人）   | 03着 | R1:45.1（36.1）     | -0.1            | 0横山武史   | 55        | シネマソングス         | 478         |
| 0000.08.15 | 札幌     | TVh賞              | 3勝     | ダ1700m（重） | 14    | 1     | 1     | 003.80（1人）   | 01着 | R1:42.4（35.9）     | -0.3            | 0横山武史   | 57        | （ライジングドラゴン） | 474         |
| 0000.11.01 | 福島     | 福島民友C          | L       | ダ1700m（良） | 12    | 7     | 10    | 004.40（3人）   | 03着 | R1:45.0（37.4）     | -0.5            | 0鮫島良太   | 56        | オーヴェルニュ         | 480         |
| 0000.11.14 | 東京     | 武蔵野S            | GIII    | ダ1600m（良） | 16    | 6     | 12    | 054.90（11人）  | 02着 | R1:35.1（35.6）     | -0.1            | 0北村宏司   | 56        | サンライズノヴァ       | 480         |
| 2021.01.17 | 小倉     | 門司S              | OP      | ダ1700m（良） | 16    | 6     | 11    | 003.90（3人）   | 01着 | R1:44.5（38.2）     | -0.2            | 0吉田隼人   | 58        | （クリノフウジン）     | 486         |
| 0000.02.21 | 東京     | フェブラリーS      | GI      | ダ1600m（良） | 16    | 7     | 13    | 011.00（5人）   | 08着 | R1:35.4（35.9）     | -1.0            | 0北村宏司   | 57        | カフェファラオ         | 494         |
| 0000.05.05 | 船橋     | かしわ記念         | JpnI    | ダ1600m（稍） | 12    | 8     | 11    | 012.00（6人）   | 02着 | R1:39.3（38.6）     | -0.0            | 0戸崎圭太   | 57        | カジノフォンテン       | 482         |
| 0000.08.08 | 函館     | エルムS            | GIII    | ダ1700m（良） | 14    | 5     | 7     | 003.90（2人）   | 10着 | R1:45.9（38.9）     | -1.4            | 0戸崎圭太   | 56        | スワーヴアラミス       | 478         |
| 0000.10.11 | 盛岡     | MCS南部杯          | JpnI    | ダ1600m（不） | 16    | 8     | 15    | 004.10（2人）   | 03着 | R1:35.7（36.3）     | -0.4            | 0戸崎圭太   | 57        | アルクトス             | 480         |
| 0000.11.13 | 東京     | 武蔵野S            | GIII    | ダ1600m（稍） | 16    | 8     | 16    | 006.60（3人）   | 01着 | R1:35.0（36.0）     | -0.2            | 0戸崎圭太   | 56        | （エアスピネル）       | 482         |
| 2022.01.30 | 東京     | 根岸S              | GIII    | ダ1400m（良） | 16    | 5     | 9     | 003.90（1人）   | 09着 | R1:23.8（36.3）     | -0.7            | 0戸崎圭太   | 57        | テイエムサウスダン     | 486         |
| 0000.02.20 | 東京     | フェブラリーS      | GI      | ダ1600m（重） | 16    | 7     | 13    | 009.00（6人）   | 04着 | R1:34.3（34.6）     | -0.5            | 0戸崎圭太   | 57        | カフェファラオ         | 486         |
| 0000.03.26 | メイダン | ゴドルフィンM      | G2      | ダ1600m（良） | 16    | 13    | 14    | 026.00（8人）   | 04着 | R                   | （8馬身 1/2差） | 0C.デムーロ | 57        | Bathrat Leon           | 計不        |
| 0000.05.05 | 船橋     | かしわ記念         | JpnI    | ダ1600m（稍） | 14    | 2     | 2     | 006.60（5人）   | 02着 | R1:39.2（38.5）     | -0.3            | 0戸崎圭太   | 57        | ショウナンナデシコ     | 483         |
| 0000.10.10 | 盛岡     | MCS南部杯          | JpnI    | ダ1600m（不） | 16    | 1     | 1     | 005.40（4人）   | 07着 | R1:36.2（38.4）     | -1.6            | 0吉田隼人   | 57        | カフェファラオ         | 484         |
| 2023.02.19 | 東京     | フェブラリーS      | GI      | ダ1600m（良） | 16    | 6     | 11    | 029.90（9人）   | 08着 | R1:36.9（37.1）     | -1.3            | 0菅原明良   | 58        | レモンポップ           | 482         |
| 0000.05.04 | 船橋     | かしわ記念         | JpnI    | ダ1600m（良） | 14    | 4     | 5     | 017.10（7人）   | 05着 | R1:40.2（38.1）     | -0.9            | 0松山弘平   | 57        | メイショウハリオ       | 484         |
| 0000.09.11 | 川崎     | 多摩OP             | OP      | ダ1500m（良） | 6     | 3     | 3     | 001.40（1人）   | 01着 | R1:34.6（37.6）     | -0.0            | 0笹川翼     | 57        | （ナニハサテオキ）     | 481         |
| 0000.10.09 | 盛岡     | MCS南部杯          | JpnI    | ダ1600m（稍） | 14    | 5     | 8     | 091.30（8人）   | 10着 | R1:37.2（37.3）     | -3.4            | 0吉原寛人   | 57        | レモンポップ           | 480         |
| 0000.11.15 | 大井     | マイルGP           | SII     | ダ1600m（良） | 8     | 1     | 1     | 006.40（3人）   | 04着 | R1:42.9（39.1）     | -1.0            | 0和田譲治   | 57        | スマイルウィ           | 486         |
| 2024.09.07 | 金沢     | 金沢スプリントC    | 重賞    | ダ1400m（良） | 7     | 3     | 3     | 001.60（1人）   | 02着 | R1:27.5（37.8）     | -1.1            | 0笹川翼     | 57        | エムティアンジェ       | 489         |
| 0000.09.26 | 園田     | 姫山菊花賞         | 重賞I   | ダ1700m（良） | 10    | 8     | 11    | 006.90（4人）   | 07着 | R1:52.4（40.3）     | -0.5            | 0本橋孝太   | 56        | パワーブローキング     | 486         |
| 0000.12.09 | 水沢     | トウケイニセイ記念 | M2      | ダ1600m（不） | 11    | 6     | 7     | 007.00（4人）   | 11着 | R1:42.1（41.2）     | -2.8            | 0西啓太     | 57        | ヒロシクン             | 496         |

- 海外の競走の「枠番」欄にはゲート番号を記載
- 海外のオッズ・人気はRacing Postのもの（日本式のオッズ表記とした）
- 競走成績は2024年12月9日現在

## 血統表
| ソリストサンダーの血統                         | ソリストサンダーの血統               | ソリストサンダーの血統              | （血統表の出典）                    | （血統表の出典）  |
| 父系                                           | ダンジグ系                           | ダンジグ系                          | ダンジグ系                          | [ § 2 ]           |
| 父 *トビーズコーナー 栗毛 2008 アメリカ        | 父の父Bellamy Road 黒鹿毛 2002       | Concerto                            | Chief's Crown                       | Chief's Crown     |
| 父 *トビーズコーナー 栗毛 2008 アメリカ        | 父の父Bellamy Road 黒鹿毛 2002       | Concerto                            | Undeniably                          |                   |
| 父 *トビーズコーナー 栗毛 2008 アメリカ        | 父の父Bellamy Road 黒鹿毛 2002       | Hurry Home Hillary                  | Deputed Testamony                   | Deputed Testamony |
| 父 *トビーズコーナー 栗毛 2008 アメリカ        | 父の父Bellamy Road 黒鹿毛 2002       | Hurry Home Hillary                  | Ten Cents a Turn                    |                   |
| 父 *トビーズコーナー 栗毛 2008 アメリカ        | 父の母Brandon's Ride 黒鹿毛 1996     | Mister Frisky                       | Marsayas                            | Marsayas          |
| 父 *トビーズコーナー 栗毛 2008 アメリカ        | 父の母Brandon's Ride 黒鹿毛 1996     | Mister Frisky                       | Frisky Flyer                        |                   |
| 父 *トビーズコーナー 栗毛 2008 アメリカ        | 父の母Brandon's Ride 黒鹿毛 1996     | Mrs. Bumble                         | Restivo                             | Restivo           |
| 父 *トビーズコーナー 栗毛 2008 アメリカ        | 父の母Brandon's Ride 黒鹿毛 1996     | Mrs. Bumble                         | Bumble                              |                   |
| 母 ラヴソースウィート 黒鹿毛 2006 北海道新冠町 | 母の父スペシャルウィーク 黒鹿毛 1995 | *サンデーサイレンス                 | Halo                                | Halo              |
| 母 ラヴソースウィート 黒鹿毛 2006 北海道新冠町 | 母の父スペシャルウィーク 黒鹿毛 1995 | *サンデーサイレンス                 | Wishing Well                        |                   |
| 母 ラヴソースウィート 黒鹿毛 2006 北海道新冠町 | 母の父スペシャルウィーク 黒鹿毛 1995 | キャンペンガール                    | マルゼンスキー                      | マルゼンスキー    |
| 母 ラヴソースウィート 黒鹿毛 2006 北海道新冠町 | 母の父スペシャルウィーク 黒鹿毛 1995 | キャンペンガール                    | レディーシラオキ                    |                   |
| 母 ラヴソースウィート 黒鹿毛 2006 北海道新冠町 | 母の母キソティックラヴ 黒鹿毛 1998   | *ブライアンズタイム                 | Roberto                             | Roberto           |
| 母 ラヴソースウィート 黒鹿毛 2006 北海道新冠町 | 母の母キソティックラヴ 黒鹿毛 1998   | *ブライアンズタイム                 | Kelley's Day                        |                   |
| 母 ラヴソースウィート 黒鹿毛 2006 北海道新冠町 | 母の母キソティックラヴ 黒鹿毛 1998   | *キソティック                       | Caerleon                            | Caerleon          |
| 母 ラヴソースウィート 黒鹿毛 2006 北海道新冠町 | 母の母キソティックラヴ 黒鹿毛 1998   | *キソティック                       | Idyllic                             |                   |
| 母系(F-No.)                                    | (FN:14-f)                            | (FN:14-f)                           | (FN:14-f)                           | [ § 3 ]           |
| 5代内の近親交配                                | Hail to Reason 5×5, Nijinsky II 5x5  | Hail to Reason 5×5, Nijinsky II 5x5 | Hail to Reason 5×5, Nijinsky II 5x5 | [ § 4 ]           |
| 出典                                           | 1. 2. 3. 4.                          | 1. 2. 3. 4.                         | 1. 2. 3. 4.                         | 1. 2. 3. 4.       |

- 4代母Idyllicの仔ScenicはデューハーストSの勝馬で、近親にレインボウクエスト、ウォーニング、コマンダーインチーフがいる[20]。